# 比尔萨尔
比尔萨尔（法語：Bursard）是法国奥恩省的一个市镇，位于该省南部，属于阿朗松区。该市镇总面积10.55平方公里，2009年时的人口为197人。

## 人口
比尔萨尔人口变化图示